# Troféu dos Presidentes

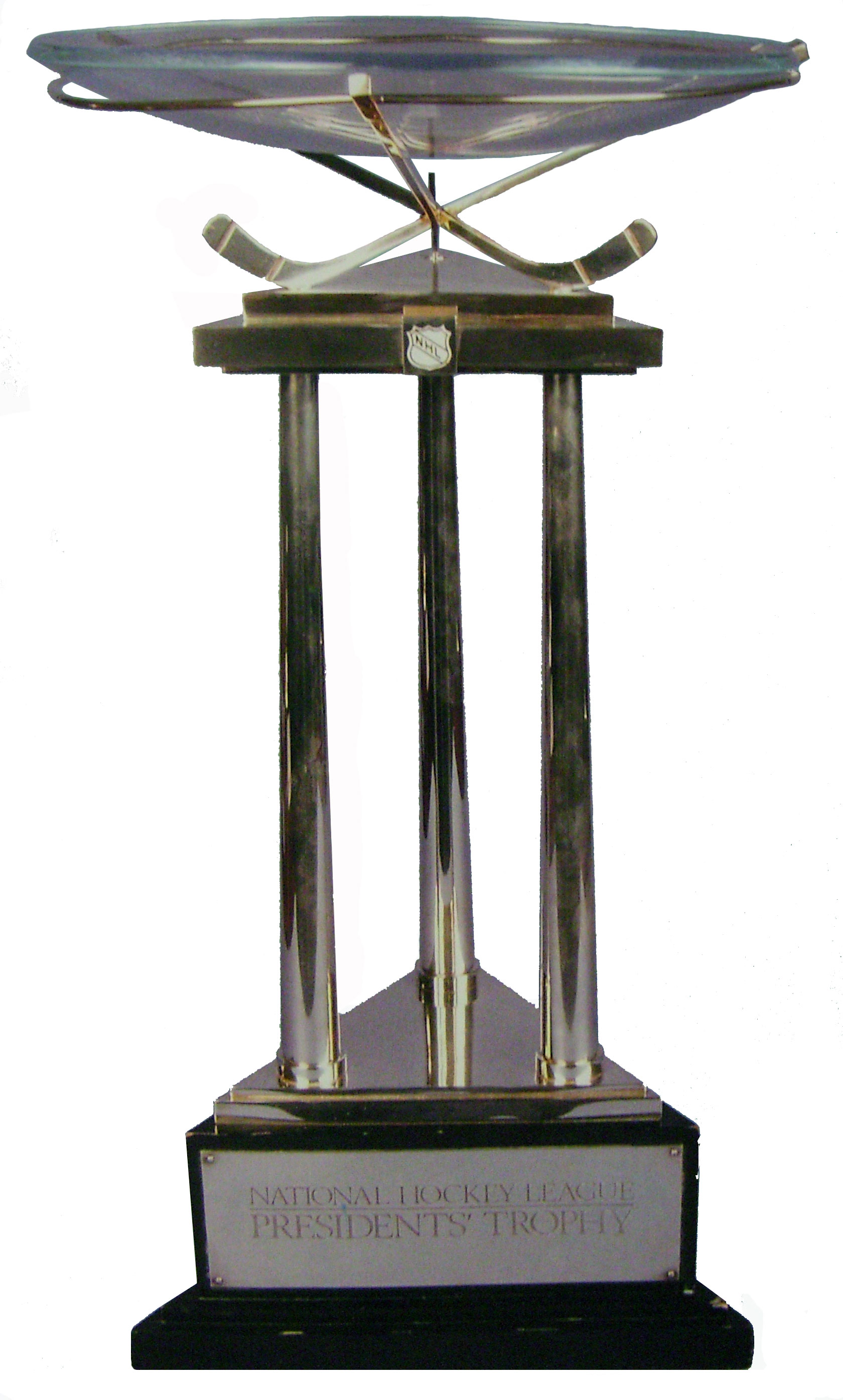
O Troféu dos Presidentes

Troféu dos Presidentes (em inglês Presidents' Trophy) é o prêmio atribuído pela National Hockey League (NHL) a equipe que terminar com mais pontos durante a temporada regular. Se duas equipes empatarem no número de pontos, o troféu vai para a equipe que tiver conquistado o maior número de vitórias. A equipe vencedora é também concedido um bônus no valor de 350 mil dólares para ser dividido entre os jogadores. O Troféu foi entregue até agora 33 vezes para 17 equipes diferentes desde a primeira vez que foi atribuído, na temporada 1985-86. O mais recente vencedor é o Colorado Avalanche que terminou a temporada 2020-21 com 39 vitórias e um acumulado de 82 pontos.

## História
O troféu foi instituído no início da temporada 1985-86 pela Assembleia de Diretores da Liga. Antes disso, à melhor equipe da liga durante a temporada regular foi permitido ostentar uma bandeira indicando "NHL League Champions". Embora apenas oito vezes o vencedor do troféu dos presidentes tenha vencido, no mesmo ano, a Stanley Cup, ele continua a ser um grande indicador da equipe favorita nos playoffs, já que tal equipe consequentemente garante a vantagem de mando até as finais, se nelas chegar.
De 1938 a 1967, o vencedor da temporada regular recebia o Troféu Prince of Wales, mas , com a expansão da era moderna na temporada 1967-68, e a criação da divisão da Divisão Oeste, o Troféu Prince of Wales passou a ser dado ao time que terminasse em primeiro lugar na temporada regular da Divisão Leste. Com essa mudança nenhum troféu era dado a equipe que terminasse a temporada regular, somente um bônus em dinheiro era dado aos jogadores dessa equipe. Foi para preencher essa lacuna que na temporada 1985-86 foi instituído o Troféu dos Presidentes.
A única equipe a ter vencido os Troféu dos Presidentes mais do que três vezes foi o Detroit Red Wings, com seis. No entanto, o Montreal Canadiens terminou como primeiro geral por 21 vezes, recorde na história da liga, embora ainda não tenha vencido o Troféu dos Presidentes. O Detroit é a segunda equipe que mais vezes terminou em 1o com 18.

## Vencedores
| Títulos | Equipe              | Anos                                                  |
| ------- | ------------------- | ----------------------------------------------------- |
| 6       | Detroit Red Wings   | 1994-95, 1995-96, 2001-02, 2003-04, 2005-06 e 2007-08 |
| 4       | Boston Bruins       | 1989-90, 2013-14, 2019-20 e 2022-23                   |
| 4       | New York Rangers    | 1991-92, 1993-94, 2014-15 e 2023-24                   |
| 3       | Washington Capitals | 2009-10, 2015-16 e 2016-17                            |
| 3       | Colorado Avalanche  | 1996-97, 2000-01 e 2020-21                            |
| 2       | Calgary Flames      | 1987-88 e 1988-89                                     |
| 2       | Chicago Blackhawks  | 1990-91 e 2012-13                                     |
| 2       | Dallas Stars        | 1997-98 e 1998-99                                     |
| 2       | Edmonton Oilers     | 1985-86 e 1986-87                                     |
| 2       | Vancouver Canucks   | 2010-11 e 2011-12                                     |
| 1       | Buffalo Sabres      | 2006-07                                               |
| 1       | Florida Panthers    | 2021-22                                               |
| 1       | Nashville Predators | 2017-18                                               |
| 1       | Ottawa Senators     | 2002-03                                               |
| 1       | Pittsburgh Penguins | 1992-93                                               |
| 1       | San Jose Sharks     | 2008-09                                               |
| 1       | St. Louis Blues     | 1999-00                                               |
| 1       | Tampa Bay Lightning | 2018-19                                               |
| 1       | Winnipeg Jets       | 2024-25                                               |

- Finalistas da Copa Stanley: 10 (Oilers em 87, Flames em 89, Bruins em 90, Rangers em 94, Red Wings em 95, 2002 e 2008, Stars em 99, Avalanche em 2001, Canucks em 2011, Blackhawks em 2013)
- Campeões da NHL: 8 (Oilers em 87, Flames em 89, Rangers em 94, Stars em 99, Avalanche em 2001, Red Wings em 2002 e 2008, Blackhawks em 2013)